# Quinemurus inflatus
Quinemurus inflatus is een insect uit de familie van de mierenleeuwen (Myrmeleontidae), die tot de orde netvleugeligen (Neuroptera) behoort. 
Quinemurus inflatus is voor het eerst wetenschappelijk beschreven door Navás in 1926.